# 설측흡착음
설측 흡착음(舌側 吸着音, Tenuis lateral click)은 혀끝을 윗잇몸에 붙여서 내는 흡착음이다. 주로 남아프리카 계통의 언어에서 발견된다. 이 소리를 나타내는 국제 음성 기호는 ǁ이나, 과거에 IPA에 의해 한동안 채택되었고 여전히 일부 언어 학자들이 선호하는 설측 흡착음 기호는 ʖ이다.

## 조음 방법
혀끝을 윗잇몸에 붙이고, 그 양옆의 트인데로 날숨을 흘리어 내면서 낸다.